# Jonas Jacobsson
Jonas Jacobsson (* 22. Juni 1965 in Norrköping) ist ein schwedischer Sportschütze und Paralympionike, der zahlreiche Medaillen erringen konnte.

## Sportliche Laufbahn
Er nutzt einen Rollstuhl und nimmt in der Klassifizierung SH1 seit 1980 an Paralympischen Spielen teil, wobei er sich auf das Luftgewehr spezialisiert hat. Im Laufe der Jahre stellte er 18 Weltrekorde sowie Paralympische Rekorde auf und gewann insgesamt 28 olympische Medaillen (16 Gold), was ihn – auch im Vergleich mit den normalen Olympischen Sommer- und Winterspielen, aber auch mit den Winter-Paralympics – zu einem der erfolgreichsten Olympioniken aller Zeiten macht.
Darüber hinaus errang Jacobsson 15 Weltmeisterschaftsgoldmedaillen und 17 Europameisterschaftsgoldmedaillen. 2008 wurde er als erster paralympischer Sportler mit der Svenska-Dagbladet-Goldmedaille geehrt.

## Ehrungen
- 2001: Schwedischer Sportler des Jahres mit Behinderung
- 2005: Schwedischer Sportler des Jahres mit Behinderung
- 2007: Schwedischer Sportler des Jahres mit Behinderung
- 2008: „Bragdguld“ (Auszeichnung der Tageszeitung Svenska Dagbladet)